# Miltonia leucoglossa
Miltonia leucoglossa là một loài thực vật có hoa trong họ Lan. Loài này được auct. mô tả khoa học đầu tiên năm 1898.